# Crenicara latruncularium
Crenicara latruncularium är en fiskart som beskrevs av Kullander och Staeck, 1990. Crenicara latruncularium ingår i släktet Crenicara och familjen Cichlidae. Inga underarter finns listade i Catalogue of Life.